# Marietta Brambilla
Marietta Brambilla (ur. 6 czerwca 1807 w Cassano d’Adda, zm. 6 listopada 1875 w Mediolanie) – włoska śpiewaczka operowa, kontralt.

## Życiorys
Pochodziła z muzycznej rodziny, śpiewaczkami były także 4 jej siostry. Studiowała w Mediolanie u Antonio Secchiego. Zadebiutowała na scenie w 1827 roku w Londynie rolą Arsakesa w Semiramidzie Gioacchino Rossiniego. Występowała w Paryżu (1834–1848) i Wiedniu (1837–1841). W 1828 roku kreowała rolę Paola w prapremierowym przedstawieniu opery Pietro Generalego Francesca da Rimini. Gaetano Donizetti powierzył jej role Maffio Orsiniego w Lukrecji Borgii (premiera Mediolan 1833) i Pierotta w Lindzie di Chamounix (premiera Wiedeń 1842). W 1848 roku przeszła na emeryturę, w późniejszych latach prowadziła działalność pedagogiczną.
Dysponowała głosem o skali sięgającej od g do g2. Opublikowała zbiór ćwiczeń wokalnych Esercizi e vocalizzi.